# Франсеск Ферер
Франсеск Феррер і Гуардія (14 грудня 1859 — 13 жовтня 1909) — іспанський вільнодумець і анархіст.

## Життя
Він народився в Алельє (маленьке містечко недалеко від Барселони) в сім'ї римських католиків. Він був направлений на роботу на фірмі в Барселоні у віці 15 років. Власник фірми був антиклерикалів і, як кажуть, справив великий вплив на Феррера. Як послідовник Іспанського республіканського лідера Мануеля Руїса Заріли, Ферер був засланий до Парижа з дружиною і дітьми в 1885 році. Розлучився в 1899 році і одружився вдруге на багатій паризької вчительці незабаром після цього.
У 1901 році він повернувся до Іспанії і відкрив Escuela Moderna (Сучасну школу), щоб навчити дітей середнього класу соціальних цінностей. У 1906 році він був заарештований за підозрою в причетності до атаки Mateu Morral на короля Альфонсо XIII, але відпущений без пред'явлення звинувачень через рік. Його школа була закрита в той час, як він був поміщений у в'язницю.
На початку літа 1908 року, після звільнення з в'язниці, він написав історію про сучасну школу під назвою «Походження та ідеали сучасної школи».
Після оголошення воєнного стану в 1909 році під час "Трагічного тижню", він був заарештований. Будучи визнаний винним після тривалого судового розгляду, хоча його навіть не було у країні під час бунту, розстріляний у фортеці Монжуїк в Барселоні 13 жовтня.
Незабаром після його страти, багато прихильників ідей Феррера в США формують так звані сучасні школи, або школи Феррера, за зразком Escuela Moderna. Перша і найбільш помітна Сучасна школа була сформована в Нью-Йорку в 1911 році.